# Ghiblies
Ghiblies (jap. ギブリーズ) ist der Titel zweier Anime-Kurzfilme des Studio Ghibli aus den Jahren 2000 und 2002.

## Inhalt
Die Filme erzählen kurze, lustige Episoden aus dem Alltag im fiktiven Animationsstudio Giburi. Die nur teilweise zusammenhängenden Geschichten drehen sich um Büroalltag, die Arbeitsprozesse im Animationsfilm, das Verbringen der Pausen und den Feierabend. Dabei parodieren sich die Mitarbeiter von Ghibli häufig selbst. Im Zentrum stehen Oku-chan, der die Gestalt eines Schweins hat und Animationstechniken erklärt, der ständig unglücklich verliebte Nonaka-kun und deren Kollegin Yukari-san.
Wie das Studio im Film selbst schreibt beziehungsweise spricht sich der Titel, anders als Studio Ghibli, mit einem harten G.

## Produktion und Veröffentlichung
Die beiden Filme entstanden beim Studio Ghibli während der Produktionszeit des Kinofilms Meine Nachbarn die Yamadas, für das Teile des Studios neu ausgestattet wurden. Um sich mit den neuen Arbeitswerkzeugen vertraut zu machen, schufen die Mitarbeiter die kurzen Geschichten über ihren Alltag, die dann im zweiten Film fortgesetzt wurden. Daher sind die Episoden auch sehr experimentell umgesetzt und verbinden, erstmals für Studio Ghibli, Computeranimation mit klassischer Cel-Animation. Auch ein paar Realfilmaufnahmen und Fotografien wurden eingebunden. Regie führte Yoshiyuki Momose, von dem auch die Drehbücher stammen. Als Produzent fungierte Hiroyuki Watanabe und die Musik komponierte Manto Watanobe. Für den Abspann verwendete man das Lied No Women No Cry, gesungen von Tine. Die Charakterdesigns stammen von Toshio Suzuki und Toshio Kawaguchi, die künstlerische Leitung lag bei Noboru Yoshida. Die Computeranimationen entstanden unter der Leitung von Mitsunori Kataama.
Der erste Film mit 12 Minuten Laufzeit wurde am 8. April 2000 im Rahmen einer Dokumentation über das Studio Ghibli von Nippon TV gezeigt. Der zweite Teil mit 25 Minuten kam am 19. Juli 2002 zusammen mit Das Königreich der Katzen in die japanischen Kinos. Später erschienen sie zusammen auf DVD, in den USA nur der zweite Teil. Dieser kam 2016 zusammen mit einer untertitelten Wiederaufführung von Chihiros Reise ins Zauberland auch in die amerikanischen Kinos.

## Synchronisation
| Rolle       | Japanische Sprecher (Seiyū) |
| ----------- | --------------------------- |
| Oku-chan    | Arata Furuta                |
| Toshi-chan  | Kaoru Kobayashi             |
| Kome-chan   | Koji Imada                  |
| Yukari-san  | Kyōka Suzuki                |
| Nonaka-kun  | Masahiko Nishimura          |
| Toku-san    | Satoru Saito                |
| Hotaru-chan | Tomoe Shinohara             |